# Lianshan (ort)
Lianshan är en ort i Kina. Den ligger i provinsen Hunan, i den södra delen av landet, omkring 360 kilometer sydväst om provinshuvudstaden Changsha.
Runt Lianshan är det ganska tätbefolkat, med 129 invånare per kvadratkilometer. Lianshan är det största samhället i trakten. I omgivningarna runt Lianshan växer i huvudsak blandskog.
Genomsnittlig årsnederbörd är 1 744 millimeter. Den regnigaste månaden är maj, med i genomsnitt 268 mm nederbörd, och den torraste är december, med 63 mm nederbörd.